# George David Low
Pour les articles homonymes, voir Low.
George David Low, dit Dave Low, est un astronaute américain né le 19 février 1956 et mort le 16 mars 2008, d'un cancer du côlon.

## Vols réalisés
- 9 janvier 1990 : Columbia (STS-32)
- 2 août 1991 : Atlantis (STS-43)
- 21 juin 1993 : Endeavour (STS-57)